# Briefmarken-Ausgaben der französischen Zone Württemberg-Hohenzollern
Die Briefmarken-Ausgaben aus der französischen Zone Württemberg-Hohenzollern wurden zwischen dem 15. Juni 1947 und dem 4. Oktober 1949 herausgegeben. Zuvor wurden bereits zwischen 1945 und 1947 allgemeine Ausgaben herausgegeben, die in der kompletten französischen Besatzungszone, also auch im heutigen Baden-Württemberg, Rheinland-Pfalz und dem Saarland, gültig waren.
Die insgesamt 52 Briefmarken und der Briefmarkenblock mit vier Marken der Alliierten Besatzungsmacht wurden vor allem von drei Serien mit immer wieder gleichen Motiven (Persönlichkeiten und Gebäude) geprägt. Die erste Serie (Michel-Nummern 1 bis 13) wurde ab Juni 1947 in Reichsmarkwährung herausgegeben und war bis zum 20. Juni 1948 gültig. Danach wurden nur noch Zehnfachfrankaturen bis zum 23. Juni 1948 in sehr seltenen Fällen geduldet. Mit der Währungsreform und der Einführung der Deutschen Mark wurden Neuausgaben notwendig. Die motivgleichen Marken der zweiten Serie (Michel-Nummern 14–27) unterscheiden sich hauptsächlich in geänderten Farben und zum Teil neuen Wertstufen. Eine dritte Serie (Michel-Nummern 28–37) mit teilweise anderen Wertstufen verzichtete auf die Wertbezeichnung Pfennige. Danach erschienen noch Sondermarken zu diversen Anlässen.
Ab dem 3. Oktober 1949 konnten diese Marken im gesamten Bundesgebiet (Trizone) sowie in den österreichischen Zollausschlussgebieten (Kleinwalsertal und Jungholz) sowie ab dem 27. Oktober 1949 auch in den Westsektoren von Berlin bis zum jeweiligen Ende der Gültigkeit, maximal 31. März 1950, verwendet werden. Durch Verfügung 191/1949 des Postzentralamtes der französischen Zone wurden ab dem 19. September 1949 die Briefmarken der Bundesrepublik Deutschland auch in Württemberg-Hohenzollern verkauft. Die Zwangszuschlagsmarke Notopfer Berlin musste vom 10. Januar 1949 bis Ende Mai 1949 und dann wieder vom 1. Januar 1950 bis 31. März 1956 verwendet werden. Zwischen dem 1. Juli und 31. Dezember 1949 mussten auf Grund des Württemberger Gesetzes vom 24. Juni 1949 die Wohnungsbauabgabe-Marke verwendet werden, da ansonsten die Postsendungen an den Absender zurückgingen. Der Verkauf dieser Marken endete am 29. Dezember 1949. Ab diesem Tag wurden in Württemberg-Hohenzollern wieder die Berliner Notopfermarken verkauft und zugelassen.

## Zwangszuschlagsmarken – Wohnungsbau-Abgabe

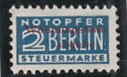
Franz Zone Württemberg-Hohenzollern Wohnungsbauabgabe Michel 2

Franz Zone Württemberg-Hohenzollern Wohnungsbauabgabe Michel 3 a–c

In der französischen Bes.-Zone Württemberg-Hohenzollern wurden auf Grund des Gesetzes zur Förderung des sozialen Wohnungsbaus vom 24. Juni 1949 (Reg.Bl. S. 213) die vorgeschriebenen Steuermarken (Notopfer Berlin) mit dem roten Überdruck „Wohnungsbauabgabe“ versehen und vom 1. Juli bis 13. September 1949 verwendet. Michel Nr. 1  geschnitten; Michel Nr. 2 gezähnt. Restbestände wurden aufgebraucht.

Danach bis zum 31. Dezember 1949 gab es eigene gelb-orange-farbene Wohnungsbau-Marken, (Michel Nr. 3). Am oberen Rand des Markenbildes steht in einer die ganze Breite ausfüllenden weißen Leiste in gelber Antiquaschrift das Wort „WOHNUNGSBAUABGABE“ und darunter „STEUER-2-MARKE“. Eine untere weiße Leiste zeigt die Angabe „WÜRTTEMBERG-HOHENZOLLERN“ in gleicher gelber Schrift.
In Kreis und Stadt Lindau mussten die Wohnungsbau-Marken nicht verwendet werden.
Ab dem 1. Januar 1950 galt für die gesamte Bundesrepublik „Notopfer Berlin“.
Philatelistisch ist das Sammelgebiet abgeschlossen. Der Bund Deutscher Philatelisten hat eine eigene Arbeitsgemeinschaft zu diesem Thema.

## Liste der Ausgaben und Motive
Legende
- Bild: Eine bearbeitete Abbildung der genannten Marke. Das Verhältnis der Größe der Briefmarken zueinander ist in diesem Artikel annähernd maßstabsgerecht dargestellt.
- Beschreibung: Eine Kurzbeschreibung des Motivs und/oder des Ausgabegrundes. Bei ausgegebenen Serien oder Blocks werden die zusammengehörigen Beschreibungen mit einer Markierung versehen eingerückt.
- Werte: Der Frankaturwert der einzelnen Marke:

Rpf = Pfennig zur Reichsmark, auf den Marken allerdings nur als Pf angegeben.
ℛℳ = Reichsmark
Pf = Pfennig zur Deutschen Mark
DM = Deutsche Mark
- Ausgabedatum: Das erstmalige Datum des Verkaufs dieser Briefmarke.
- Gültig bis: Bis zu diesem Tag konnte diese Marke zur Frankatur verwendet werden.
- Auflage: Soweit bekannt, wird hier die zum Verkauf angebotene Anzahl dieser Ausgabe angegeben.
- Entwurf: Soweit bekannt, wird hier angegeben, von wem der Entwurf dieser Marke stammt.
- Mi.-Nr.: Diese Briefmarke wird im Michel-Katalog unter der entsprechenden Nummer gelistet.

| Marken (Werte in Reichsmark)    | |           |                    |                    |            |                             |       |
| Bild                            | Beschreibung | Wert      | Ausgabe- datum     | gültig bis         | Auflage    | Entwurf                     | MiNr. |
|                                 | Persönlichkeiten und Ansichten aus Württemberg-Hohenzollern (I) - Friedrich Schiller                                                | 2 Rpf     | Januar 1948        | 20. Juni 1948      | 5.040.000  | Vytautas Kazimieras Jonynas | 1     |
|                                 | - Friedrich Hölderlin | 3 Rpf     | Januar 1948        | 20. Juni 1948      | 15.040.000 | Jonynas                     | 2     |
|                                 | - Ravensburger Tor in Wangen im Allgäu                                                                                              | 10 Rpf    | Januar 1948        | 20. Juni 1948      | 6.050.000  | Jonynas                     | 3     |
|                                 | - Friedrich Schiller | 12 Rpf    | 18. Juni 1947      | 20. Juni 1948      | 33.400.000 | Jonynas                     | 4     |
|                                 | - Friedrich Hölderlin | 15 Rpf    | Februar 1948       | 20. Juni 1948      | 9.030.000  | Jonynas                     | 5     |
|                                 | - Kloster Bebenhausen | 16 Rpf    | Februar 1948       | 20. Juni 1948      | 5.040.000  | Jonynas                     | 6     |
|                                 | - Ravensburger Tor in Wangen im Allgäu                                                                                              | 20 Rpf    | Januar 1948        | 20. Juni 1948      | 9.050.000  | Jonynas                     | 7     |
|                                 | - Kloster Bebenhausen | 24 Rpf    | 1. Mai 1947        | 20. Juni 1948      | 1.300.000  | Jonynas                     | 8     |
|                                 | - Friedrich Hölderlin | 45 Rpf    | 1. Juli 1947       | 20. Juni 1948      | 4.800.000  | Jonynas                     | 9     |
|                                 | - Friedrich Schiller | 60 Rpf    | Februar 1948       | 20. Juni 1948      | 5.050.000  | Jonynas                     | 10    |
|                                 | - Ravensburger Tor in Wangen im Allgäu                                                                                              | 75 Rpf    | 1. Juli 1947       | 20. Juni 1948      | 5.000.000  | Jonynas                     | 11    |
|                                 | - Schloss Lichtenstein | 84 Rpf    | August 1947        | 20. Juni 1948      | 5.030.000  | Jonynas                     | 12    |
|                                 | - Kloster Zwiefalten | 1 ℛℳ      | August 1947        | 20. Juni 1948      | 5.020.000  | Jonynas                     | 13    |
| Marken (Werte in Deutsche Mark) | |           |                    |                    |            |                             |       |
| Bild                            | Beschreibung | Werte     | Ausgabe- datum     | gültig bis         | Auflage    | Entwurf                     | MiNr. |
|                                 | Persönlichkeiten und Ansichten aus Württemberg-Hohenzollern (II) - Friedrich Schiller                                               | 2 Pf      | 21. Juni 1948      | 31. Dezember 1949  | unbekannt  | Jonynas                     | 14    |
|                                 | - Friedrich Hölderlin | 6 Pf      | 21. Juni 1948      | 31. Dezember 1949  | unbekannt  | Jonynas                     | 15    |
|                                 | - Rathaus Bad Waldsee | 8 Pf      | Juli 1948          | 31. Dezember 1949  | unbekannt  | Jonynas                     | 16    |
|                                 | - Ravensburger Tor in Wangen im Allgäu                                                                                              | 10 Pf     | Juli 1948          | 31. Dezember 1949  | unbekannt  | Jonynas                     | 17    |
|                                 | - Friedrich Schiller | 12 Pf     | 21. Juni 1948      | 31. Dezember 1949  | unbekannt  | Jonynas                     | 18    |
|                                 | - Friedrich Hölderlin | 15 Pf     | 21. Juni 1948      | 31. Dezember 1949  | unbekannt  | Jonynas                     | 19    |
|                                 | - Kloster Bebenhausen | 16 Pf     | August 1948        | 31. Dezember 1949  | unbekannt  | Jonynas                     | 20    |
|                                 | - Ravensburger Tor in Wangen im Allgäu                                                                                              | 20 Pf     | August 1948        | 31. Dezember 1949  | unbekannt  | Jonynas                     | 21    |
|                                 | - Kloster Bebenhausen | 24 Pf     | 21. Juni 1948      | 31. Dezember 1949  | unbekannt  | Jonynas                     | 22    |
|                                 | - Rathaus Bad Waldsee | 30 Pf     | Juni 1948          | 31. Dezember 1949  | unbekannt  | Jonynas                     | 23    |
|                                 | - Ludwig Uhland | 50 Pf     | 21. Juni 1948      | 31. Dezember 1949  | unbekannt  | Jonynas                     | 24    |
|                                 | - Friedrich Schiller | 60 Pf     | August 1948        | 31. Dezember 1949  | unbekannt  | Jonynas                     | 25    |
|                                 | - Schloss Lichtenstein | 84 Pf     | Juli 1948          | 31. Dezember 1949  | unbekannt  | Jonynas                     | 26    |
|                                 | - Kloster Zwiefalten | 1 DM      | Juli 1948          | 31. Dezember 1949  | unbekannt  | Jonynas                     | 27    |
|                                 | Persönlichkeiten und Ansichten aus Württemberg-Hohenzollern (III) - Friedrich Schiller                                              | 2 (Pf)    | November 1948      | 31. Dezember 1949  | unbekannt  | Jonynas                     | 28    |
|                                 | - Kloster Bebenhausen | 4 (Pf)    | November 1948      | 31. Dezember 1949  | unbekannt  | Jonynas                     | 29    |
|                                 | - Friedrich Hölderlin | 5 (Pf)    | November 1948      | 31. Dezember 1949  | unbekannt  | Jonynas                     | 30    |
|                                 | - Friedrich Hölderlin | 6 (Pf)    | März 1949          | 31. Dezember 1949  | unbekannt  | Jonynas                     | 31    |
|                                 | - Rathaus Bad Waldsee | 8 (Pf)    | März 1949          | 31. Dezember 1949  | unbekannt  | Jonynas                     | 32    |
|                                 | - Ravensburger Tor in Wangen im Allgäu                                                                                              | 10 (Pf)   | November 1948      | 31. Dezember 1949  | unbekannt  | Jonynas                     | 33    |
|                                 | - Ravensburger Tor in Wangen im Allgäu                                                                                              | 20 (Pf)   | November 1948      | 31. Dezember 1949  | unbekannt  | Jonynas                     | 34    |
|                                 | - Kloster Bebenhausen | 40 (Pf)   | 18. Juli 1949      | 31. Dezember 1949  | unbekannt  | Jonynas                     | 35    |
|                                 | - Friedrich Schiller | 80 (Pf)   | 18. Juli 1949      | 31. Dezember 1949  | unbekannt  | Jonynas                     | 36    |
|                                 | - Schloss Lichtenstein | 90 (Pf)   | 18. Juli 1949      | 31. Dezember 1949  | unbekannt  | Jonynas                     | 37    |
|                                 | Deutsche Skimeisterschaften der Nordischen Kombination in Isny im Allgäu - Isny mit Landschaft, davor Wappen von Isny und Skistöcke | 10+4 Pf   | 11. Februar 1949   | 15. September 1949 | 250.000    | Dorner                      | 38    |
|                                 | - Stadtansicht von Isny, davor Skifahrer                                                                                            | 20+6 Pf   | 11. Februar 1949   | 15. September 1949 | 250.000    | Dorner                      | 39    |
|                                 | Wohltätigkeits-Ausgabe zugunsten des Deutschen Roten Kreuzes - Wappen von Württemberg                                               | 10+20 Pf  | 25. Februar 1949   | 15. September 1949 | 600.000    | Eugen Bargatzky             | 40A   |
|                                 | - Wappen von Württemberg | 20+40 Pf  | 25. Februar 1949   | 15. September 1949 | 600.000    | Eugen Bargatzky             | 41A   |
|                                 | - Wappen von Württemberg | 30+60 Pf  | 25. Februar 1949   | 15. September 1949 | 600.000    | Eugen Bargatzky             | 42A   |
|                                 | - Wappen von Württemberg | 40+80 Pf  | 25. Februar 1949   | 15. September 1949 | 600.000    | Eugen Bargatzky             | 43A   |
|                                 | Wohltätigkeitssonderausgabe zum 200. Geburtstag von Johann Wolfgang von Goethe - Relief von Johann Peter Melchior (1775)            | 10+5 Pf   | 12. August 1949    | 31. März 1950      | 400.000    | unbekannt                   | 44    |
|                                 | - Zeichnung von Johann Heinrich Lips (1791)                                                                                         | 20+10 Pf  | 12. August 1949    | 31. März 1950      | 400.000    | unbekannt                   | 45    |
|                                 | - Relief von Angelika Facius nach einer Büste von Rauch (1820)                                                                      | 30+15 Pf  | 12. August 1949    | 31. März 1950      | 400.000    | unbekannt                   | 46    |
|                                 | 100 Jahre Gustav-Werner-Stiftung - Gustav Werner                                                                                    | 10+5 Pf.  | 3. September 1949  | 31. März 1950      | 400.000    | unbekannt                   | 47    |
|                                 | - Gustav Werner | 20+10 Pf. | 3. September 1949  | 31. März 1950      | 400.000    | unbekannt                   | 48    |
|                                 | 100 Jahre Deutsche Briefmarken - Vierspänner-Postkutsche                                                                            | 10 Pf.    | 17. September 1949 | 31. März 1950      | 300.000    | Meyer                       | 49    |
|                                 | - Postomnibus und Flugzeug | 20 Pf     | 17. September 1949 | 31. März 1950      | 300.000    | Pixa                        | 50    |
|                                 | 75 Jahre Weltpostverein - Posthorn, Weltkugel, Friedenszweig                                                                        | 20 Pf     | 4. Oktober 1949    | 31. März 1950      | 400.000    | Meyer und Pixa              | 51    |
|                                 | - Posthorn, Weltkugel, Friedenszweig                                                                                                | 30 Pf     | 4. Oktober 1949    | 31. März 1950      | 400.000    | Meyer und Pixa              | 52    |

### Ganzsachen
Die von Professor Jonynas gestalteten Dauermarken wurden auch für die gängigsten Postkartenportostufen genutzt. Insgesamt gab es sechs verschiedene Hauptausgaben. Ab dem 3. Oktober bis zum 31. Dezember 1949 konnten diese Postkarten auch aus den anderen Bundesländern der Bundesrepublik Deutschland versendet werden. Alle Postkarten wurden in der Druckerei von Franz Burda (heute: Hubert Burda Media) in Offenburg hergestellt.
| Bild | Wert in Pfennig | Ausgabedatum | Ganzsachenart              | Druckverfahren | Besonderheiten | Michel-Nr. |
| ---- | --------------- | ------------ | -------------------------- | -------------- | -------------- | ---------- |
|      | 8               | Mai 1949     | Postkarte                  |                |                | P 1        |
|      | 10              | Mai 1949     | Postkarte                  |                |                | P 2        |
|      | 20              | Mai 1949     | Postkarte                  |                |                | P 3        |
|      | 8/8             | Mai 1949     | Postkarte mit Antwortkarte |                |                | P 4        |
|      | 10/10           | Mai 1949     | Postkarte mit Antwortkarte |                |                | P 5        |
|      | 20/20           | Mai 1949     | Postkarte mit Antwortkarte |                |                | P 6        |